# 艾尔·塞尔维
艾尔弗雷德·尼古拉斯·塞尔维（英語：Alfred Nicholas Cervi，1917年2月12日—2009年11月9日），美国NBA联盟前职业篮球运动员。